# Albert Sloman
sir Albert Edward Sloman (ur. 14 lutego 1921, zm. 28 lipca 2012) – brytyjski hispanista, pierwszy i wieloletni rektor Uniwersytetu Essex w Colchesterze w Anglii.

## Życiorys
Urodził się i do studiów uczył się w Kornwalii. W 1939 roku rozpoczął studia w Wadham College na Uniwersytecie Oksfordzkim, gdzie otrzymał stypendium na studia iberystyczne. Od 1943 roku był pilotem myśliwców nocnych RAFu. Po wojnie wrócił na uczelnię dokończyć studia doktoranckie. W ich trakcie, w 1946 roku, w ramach wymiany międzynarodowej, wyjechał do USA, gdzie studiował iberystykę na Uniwersytecie Kalifornijskim w Berkeley. Po powrocie do Europy, w 1948 roku obronił doktorat na Uniwersytecie Oksfordzkim, dotyczący XVII-wiecznego teatru hiszpańskiego. Następnie wykładał w Trinity College w Dublinie. W latach 1953–1962 pracował w Liverpoolu, gdzie był kierownikiem katedry języka hiszpańskiego na Uniwersytecie w Liverpoolu, po czym został tam dziekanem Wydziału Sztuki. W maju 1960 roku brytyjski Komitet ds. Grantów Uniwersyteckich przegłosował utworzenie Uniwersytetu Essex. W 1962 roku, mając 41 lat, Sloman został mianowany jego pierwszym rektorem. O nominacji miała zdecydować znajomość filozofii i struktury wiodących uniwersytetów w USA, z którymi brytyjskie uczelnie miały wówczas konkurować. Zarządzał uniwersytetem w Colchesterze do 1987 roku. W latach 1969–1974 był prezydentem Konferencji Rektorów Uniwersytetów Europejskich, poprzedniczki Europejskiego Stowarzyszenia Uniwersytetów.

## Wizja nowego uniwersytetu
W 1963 roku wygłosił w BBC cykl wykładów na temat powstawania uniwersytetu. Nakreślił w nich plany „radykalnej innowacji” brytyjskiego szkolnictwa  wyższego, koncentrującego się na badaniach i stypendiach dla młodych naukowców, a przede wszystkim na interdyscyplinarnym programie nauczania. Wydziały miały być kierowane rotacyjnie, by nie wyrywać naukowców na trwale z pracy badawczej. Do tworzenia nowych katedr rekrutował młodych wykładowców, w tym: ekonomistę Richarda Lipseya; socjologa Petera Breretona Townsenda; politologa Jeana Blondela; krytyka literackiego Donalda Daviego czy filozofa Franka Cioffiego. Wszyscy studenci studiów licencjackich na pierwszym roku mieli do dyspozycji szeroką gamę kursów wykraczających poza formalny podział nauki czy sztuki, dopiero po tym etapie wybierali w czym chcą się specjalizować. Sloman kładł również duży nacisk, by w naukach humanistycznych studenci studiowali obszary tematyczne dotyczące nie tylko społeczeństwa brytyjskiego. W przeciwieństwie do starych uniwersytetów w budynkach Essex nie było hierarchii, dominowały otwarte przestrzenie. Podobnie aranżowano infrastrukturę socjalną, np. jadalnie.